# Ophiomyxa brevicauda
Ophiomyxa brevicauda är en ormstjärneart som beskrevs av Addison Emery Verrill 1899. Ophiomyxa brevicauda ingår i släktet Ophiomyxa och familjen skinnormstjärnor. Inga underarter finns listade i Catalogue of Life.